# Chanson
Chanson (Pronunție din franceză:  [ʃɑsɔ], „cântec”, din latinescul cantio) este, în general, un gen de compoziții muzicale în limba franceză, de obicei polifonice și seculare. Un cântăreț specializat în aceste cântece este cunoscut ca chanteur (masculin) sau chanteuse (feminin). Cele mai vechi cunoscute dintre aceste cântece datează de la sfârșitul Evului Mediu și din perioada Renașterii.

## Chanson de geste
Cele mai vechi cântece erau poeme epice, melodii monofonice cu o clasă profesională de jongleurs sau ménestrels. Cele mai importante fapte (Geste) ale eroilor timpurii sunt legendare și semi-istorice.

## Chanson courtoise
Chanson courtoise sau "Cântarea cea Mare" a fost o formă timpurie, monofonică, a chanson-ului. A fost o adaptare în franceza veche. Tematic, așa cum sugerează și numele, a fost un cântec de dragoste, cântat de obicei, de către un nobil. Un cântec numit Cruciada a fost cunoscut ca un chanson de croisade.

## Chansonburgundian
Cuvântul Chanson se referă la o melodie polifonică franceză de la sfârșitul Evului Mediu și Renașterii. Cele mai vechi cîntece erau pentru două, trei sau patru voci. Uneori, cântăreții au cântat cu instrumente.
Primul compozitor important ale cântecelor a fost Guillaume de Machaut, care a compus opere de trei voci. Guillaume Dufay și Gilles Binchois, au scris așa-numitele cântece burgunde (pentru că erau din zona cunoscută sub numele de Bourgogne), (c. 1420-1470). Cântecele lor, oarecum simple, sunt, de asemenea, în general, pentru trei voci, cu un tenor structural. Muzicologul David Fallows include repertoriul burgund în Catalogul Cântecelor Polifonic din 1415-1480. 
Prima carte de muzică tipărită, a fost "Harmonice Musices Odhecaton", o colecție de nouăzeci și șase de cântece compuse mulți compozitori, publicată în Veneția în 1501 de către Ottaviano Petrucci.

## Chansonparizian
Începând cu mijlocul anului 1520, Claudin de Sermisy și Clément Janequin au fost compozitorii așa-numitelor cântece pariziene. Multe dintre aceste opere pariziene au fost publicate de către Pierre Attaingnant. Compozitori ai generației lor, precum și compozitori de mai târziu, cum ar fi Orlando de Lassus, au fost influențați de Madrigalul italian.

## Chansonmodern

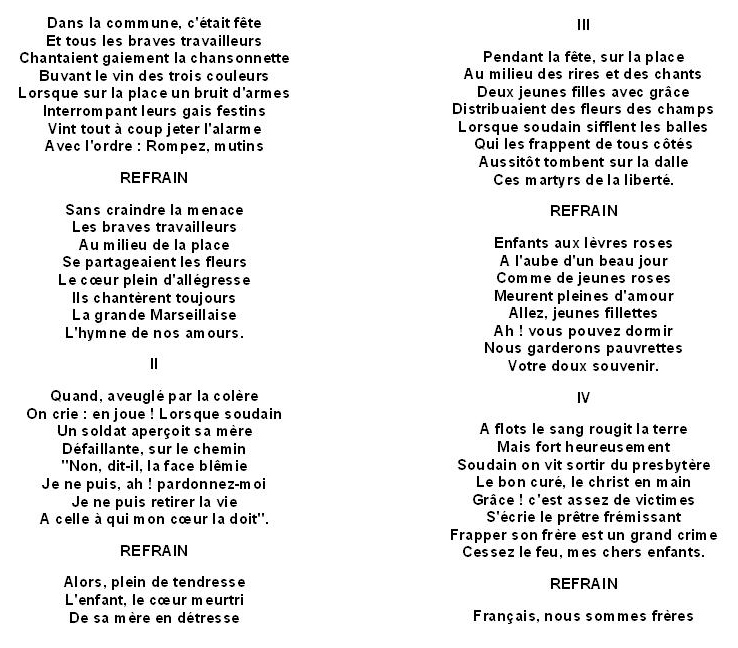
La chanson des fusillés de Fourmies

În timpul secolului al 17-lea, air de cour, Chanson pour Boire și alte genuri, în general, se cântau la lăută sau pian, cu contribuțiile compozitorilor precum Anton Boesset, Denis Gaultier, Michel Lambert și Michel-Richard de Lalande.
În timpul secolului al 18-lea, muzica vocală în Franța a fost dominată de operă, dar piesele solo au suferit o renaștere în secolul al 19-lea, în primul rând cu melodii de salon, dar până la mijlocul secolului, cu lucrări foarte sofisticate influențate de lieduri germane. 
O altă ramură a chanson-ului numită chanson Réaliste (cântec realist), a fost un gen muzical popular în Franța, în principal, din 1880 până la sfârșitul anului.  Acest gen muzical a fost născut în cafenelele și cabaretele din cartierul Montmartre de la Paris și influențat de realismul literar și de mișcările naturaliste din literatură și din teatru, chanson Réaliste a fost un stil muzical important și multe melodii au fost inspirate de chanson Réaliste.  Printre artiștii mai bine-cunoscuți ai genului sunt Damia, Fréhel, și Edith Piaf.

## Compozitori de muzică în stil chanson
În Franța, azi, "chanson", de obicei se referă la muzica cântăreților cum ar fi Charles Trenet, Guy Béart, Jacques Brel, Jean Ferrat, Georges Brassens, Edith Piaf, Charles Aznavour, Barbara, Dalida, Serge Reggiani, Léo Ferré, Mireille Mathieu și Serge Gainsbourg și, mai recent Mano singur, Dominique A, Matthieu Chedid, Benjamin Biolay, Jean-Louis Murat, Miossec, Mathieu Boogaerts, Daniel Darc, Vincent Delerm, Maurane, Zaz, Bénabar, Christina Goh, Renan Luce și Olivia Ruiz.